# Giun chỉ
Giun chỉ (danh pháp khoa học Wuchereria bancrofti) là một loài giun ký sinh chủ yếu thông qua ấu trùng của nó.

## Ký sinh

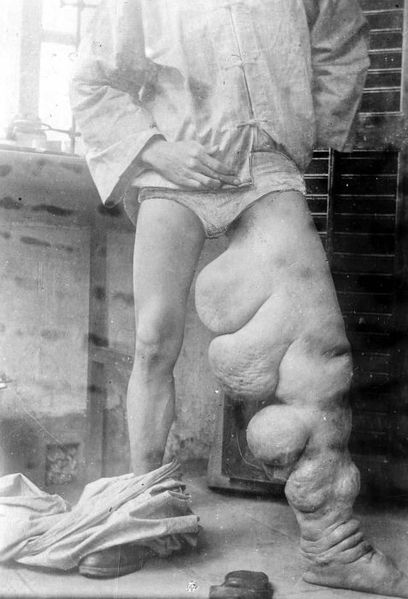
Một bệnh nhân mắc giun chỉ, biểu hiện là chân bị phù nề ("chân voi")

Ấu trùng của loài ký sinh trùng này tồn tại trong cơ thể loài muỗi, lây nhiễm vào con người khi muỗi đốt. Các ấu trùng này di chuyển đến các hạch bạch huyết, chủ yếu là ở chân và vùng sinh dục, và trưởng thành trong khoảng một năm. Chúng thường gây bệnh giun chỉ nhiệt đới, nhưng trong những trường hợp hạn hữu có thể gây ra bệnh về da. Triệu chứng nhiễm giun chỉ thường là sốt, ớn lạnh, nhiễm trùng da, đau đớn các hạch bạch huyết. Giun chỉ gây tắc nghẽn các mạch bạch huyết làm sùi da, sưng và bị bệnh "chân voi", "tay voi", "vú voi".